# Sidolówka
La grenade Sidolówka était le nom non officiel, mais commun, de la grenade à main  R wz.42, produit par l'organisation de résistance polonaise Armia Krajowa en Pologne occupée pendant la Seconde Guerre mondiale.
Le nom de la grenade provient de Sidol, un agent de nettoyage des métaux fabriqué par Henkel vendu en Pologne à l'époque. Les premières grenades utilisaient les bouteilles Sidol comme contenant. Plus tard, l’enveloppe fut modelée à dessein d’après la bouteille afin de permettre de dissimuler plus facilement l’arme.

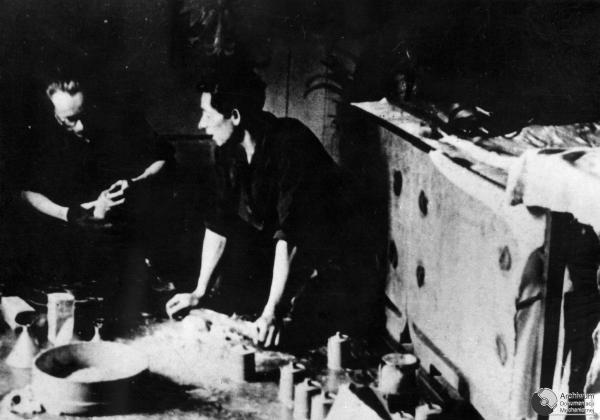
Production dans une fabrique clandestine à Lwów.

La grenade Sidolówka fut d'abord produite à Varsovie en 1942, par les professeurs de l'Université de technologie de Varsovie sous la direction de Jan Czochralski. Elle était partiellement basé sur une conception antérieure de la grenade Filipinka, également de la construction clandestine, qui était elle-même basée sur celle de la  grenade antichar polonaise ET-38 d'avant-guerre. La fusée et le détonateur furent conçus par deux ingénieurs travaillant avant-guerre à la Fabrique de munitions  polonaise à Varsovie, le pyrotechnicien Władysław Pankowski et l'ingénieur Józef Michałowski.
C'était une grenade à fragmentation équipée d’une fusée à friction P-42 ayant un  retard de 4,5 secondes. Jusqu'à la fin de la Seconde Guerre mondiale, 350 000 grenades R-42 furent produites dans les usines clandestines polonaises. Un grand nombre de ces grenades furent utilisées lors de l'insurrection de Varsovie et les combats de l'opération Tempête.

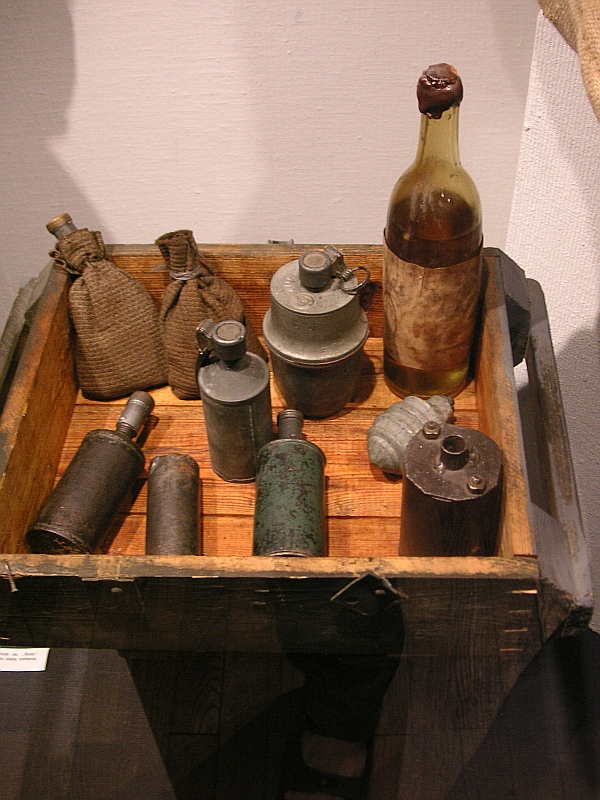
Différents types de grenage Sidolówka avec différentes enveloppes avec deux charges de sacoche et une bouteille antichar.